# تاوة كبود (حسينية انديمشك)
تاوة کبود (بالفارسية: تاوه‌کبود) هي قرية تقع في إيران في قسم حسینیة الريفي. يقدر عدد سكانها بـ 27 نسمة بحسب إحصاء 2016.